# Adventure Comics
Adventure Comics est un comic book publié de 1935 à 1983 (503 numéros) et de 2009 à 2011 (26 numéros). Lancé sous le titre New Comics en 1935 par la maison d'édition qui allait devenir peu après DC Comics, il devient New Adventure Comics un an plus tard à son douzième numéro avant de prendre son titre définitif au numéro 32, daté de novembre 1938. 